# Défilé pour le suffrage féminin de 1913

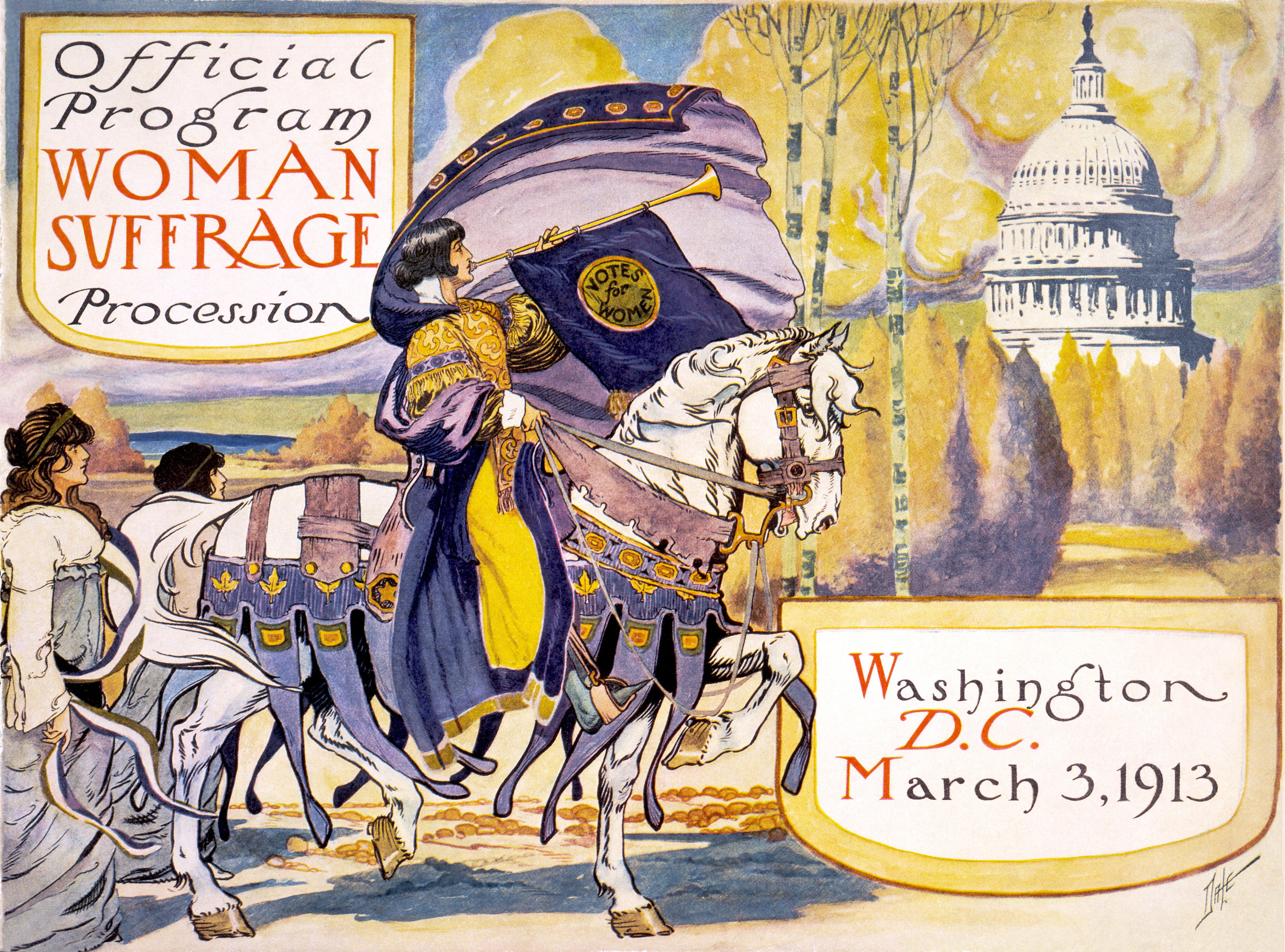
Programme officiel de la procession du suffrage féminin à Washington, 3 mars 1913.

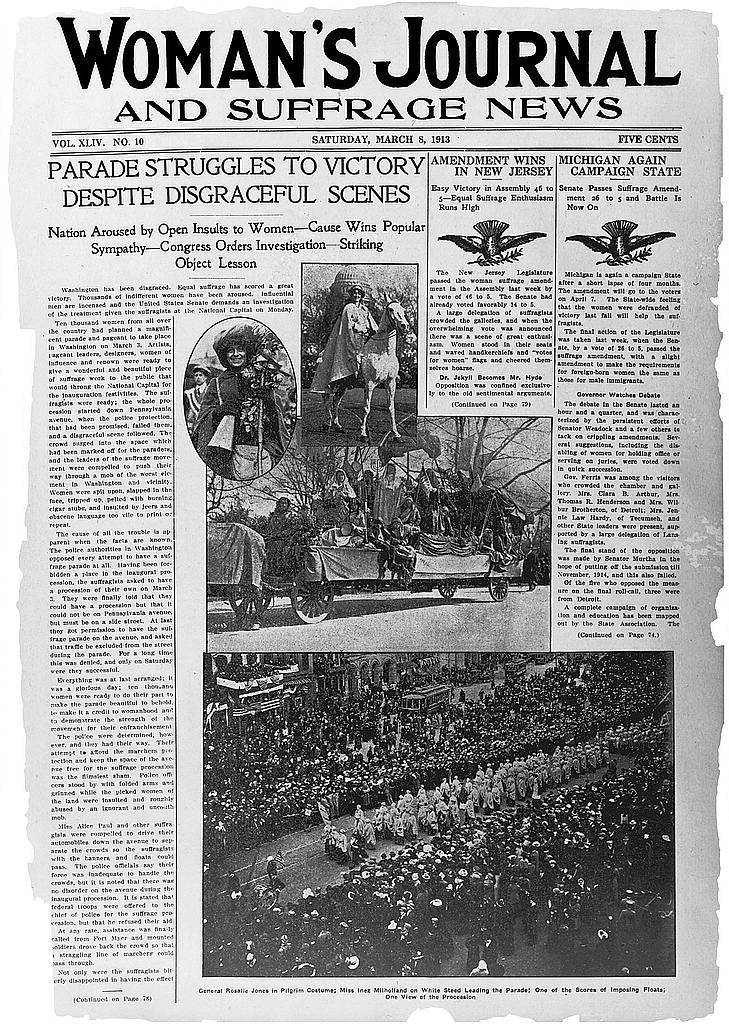
8 mars 1913 page de couverture du Woman's Journal.

Le défilé pour le suffrage féminin en 1913, officiellement appelé « Woman suffrage procession » ou Woman suffrage parade en anglais, est le premier défilé de suffragistes à Washington, organisé par Alice Paul pour la National American Woman Suffrage Association (NAWSA). Des milliers de suffragistes défilent sur Pennsylvania Avenue à Washington, le lundi 3 mars 1913. L'événement est programmé la veille de l'investiture du président Woodrow Wilson pour « marcher dans un esprit de protestation contre l'organisation politique actuelle de la société, dont les femmes sont exclues », comme indiqué dans le programme officiel. La marche et l'attention qu'elle suscite sont déterminantes pour l'avancement du suffrage féminin aux États-Unis.
En 2016, le secrétaire Lew annonce un projet visant à faire figurer sur le nouveau billet de 10 dollars une image de la marche historique pour le suffrage qui s'est terminée sur les marches du Trésor américain pour rendre hommage à de nombreuses dirigeantes du mouvement du suffrage, notamment Lucretia Mott , Sojourner Truth, Susan B. Anthony, Elizabeth Cady Stanton et Alice Paul. Le recto du nouveau billet de 10 $ conserve le portrait d’Alexander Hamilton. Le défilé doit être représenté et honoré lors de la refonte du billet de 10 dollars américains en 2020. Aucune autre mesure n'est prise en vue de l'adoption du nouveau design.

## Contexte
Les suffragistes américaines Alice Paul et Lucy Burns mènent une campagne pour adopter une stratégie nationale pour le suffrage féminin au sein de la National American Woman Suffrage Association. Les deux femmes sont influencées par la tactique militante utilisée par le mouvement des suffragistes en Grande-Bretagne et reconnaissent que les femmes des six États dotés du suffrage complet à l'époque constituent un puissant bloc électoral. Elles soumettent une proposition à Anna Howard Shaw et aux dirigeantes de la NAWSA lors de leur congrès annuel en 1912. La direction ne souhaite pas changer la stratégie adoptée qui consiste à obtenir le suffrage État par État et rejette l'idée de mener une campagne qui engagerait la responsabilité du Parti démocrate. Paul et Burns font appel à l'éminente réformatrice Jane Addams, qui intervient en leur faveur.
Les femmes persuadent la NAWSA de soutenir un immense défilé du suffrage à Washington, à l'occasion de l'investiture du président nouvellement élu, Woodrow Wilson, en mars 1913. Paul et Burns sont nommées présidente et vice-présidente du comité du Congrès de la NAWSA. Elles recrutent Crystal Eastman, Mary Ritter Beard et Dora Lewis au sein du comité et organisent les bénévoles, planifient et collectent des fonds pour la préparation du défilé avec peu d'aide de la part de la NAWSA. Les affiliées à la NAWSA de divers États ont organisé des groupes pour la marche et des activités menant à la marche, telles que les randonnées pour le suffrage (en).
Les projets de la marche sont compromis lorsque les suffragistes noirs annoncent leur intention de participer, ce qui indispose les suffragistes blanches du Sud jusqu'à menacer de boycotter l'événement. Une solution envisagée consiste à séparer les suffragistes noirs pour qu'elles défilent dans une section distincte afin de satisfaire les déléguées blanches du Sud.
Le défilé est mené par l'avocate du droit du travail Inez Milholland, habillée de façon spectaculaire en blanc et montée sur un cheval blanc et inclut neuf sections, cinq brigades montées, 26 chars, et près de 8 000 marcheuses, dont Helen Keller, qui devait prendre la parole à Constitution Hall après la marche. Des personnes venues de pays européens, du Canada, de l'Inde, de l'Australie, de la Nouvelle-Zélande et de nombreux autres pays du monde entier ont soutenu le mouvement. La plupart des femmes ont marché dans des groupes en fonction de leur profession ou sous leurs bannières respectives. Jeannette Rankin, du Montana, a marché sous le signe de son état; elle est revenue à Washington quatre ans plus tard en tant que représentante des États-Unis. 

Une entrée de parade tirée par des chevaux, de côté.
La même entrée par l'arrière.
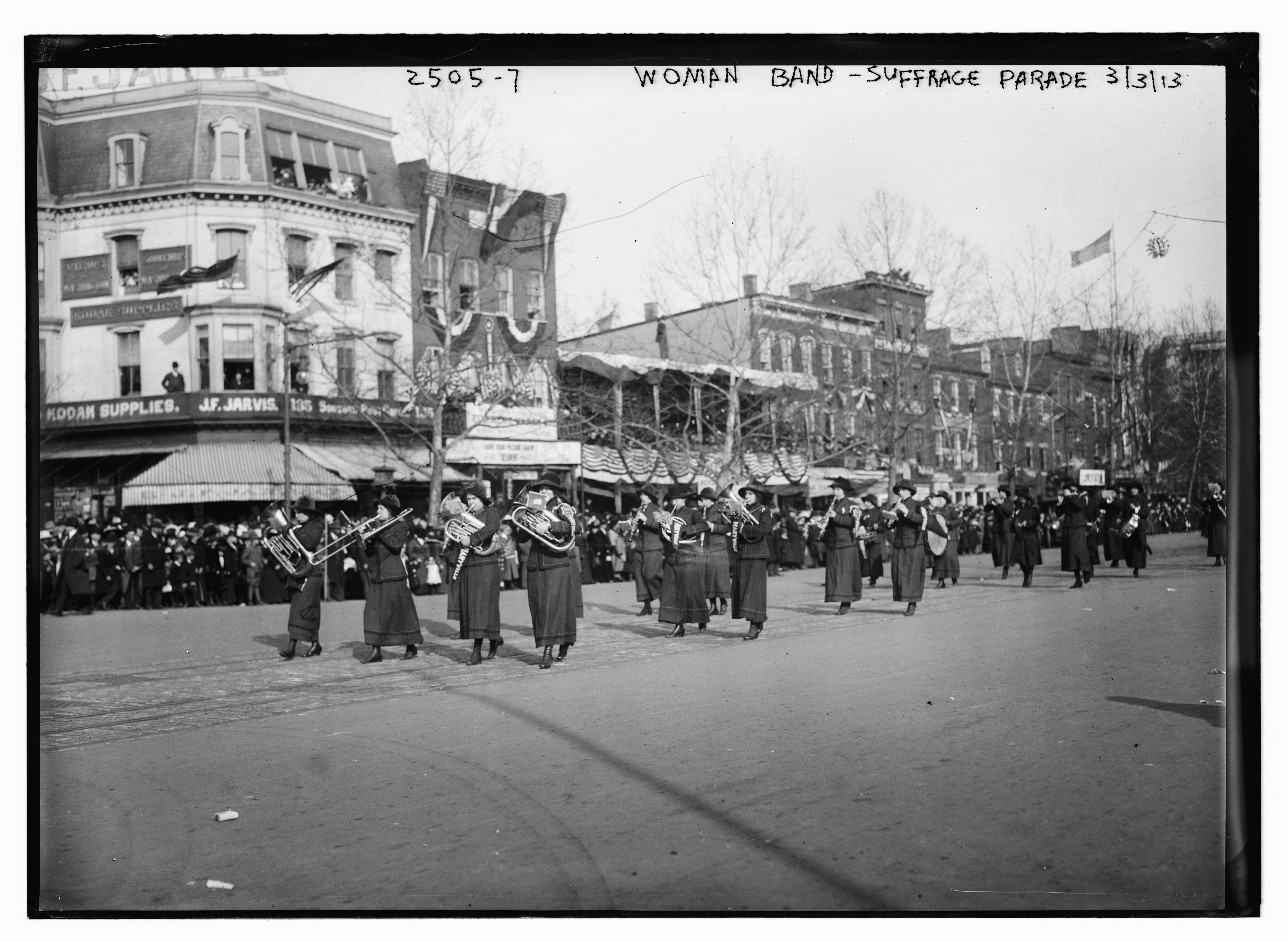
Le groupe de femmes.
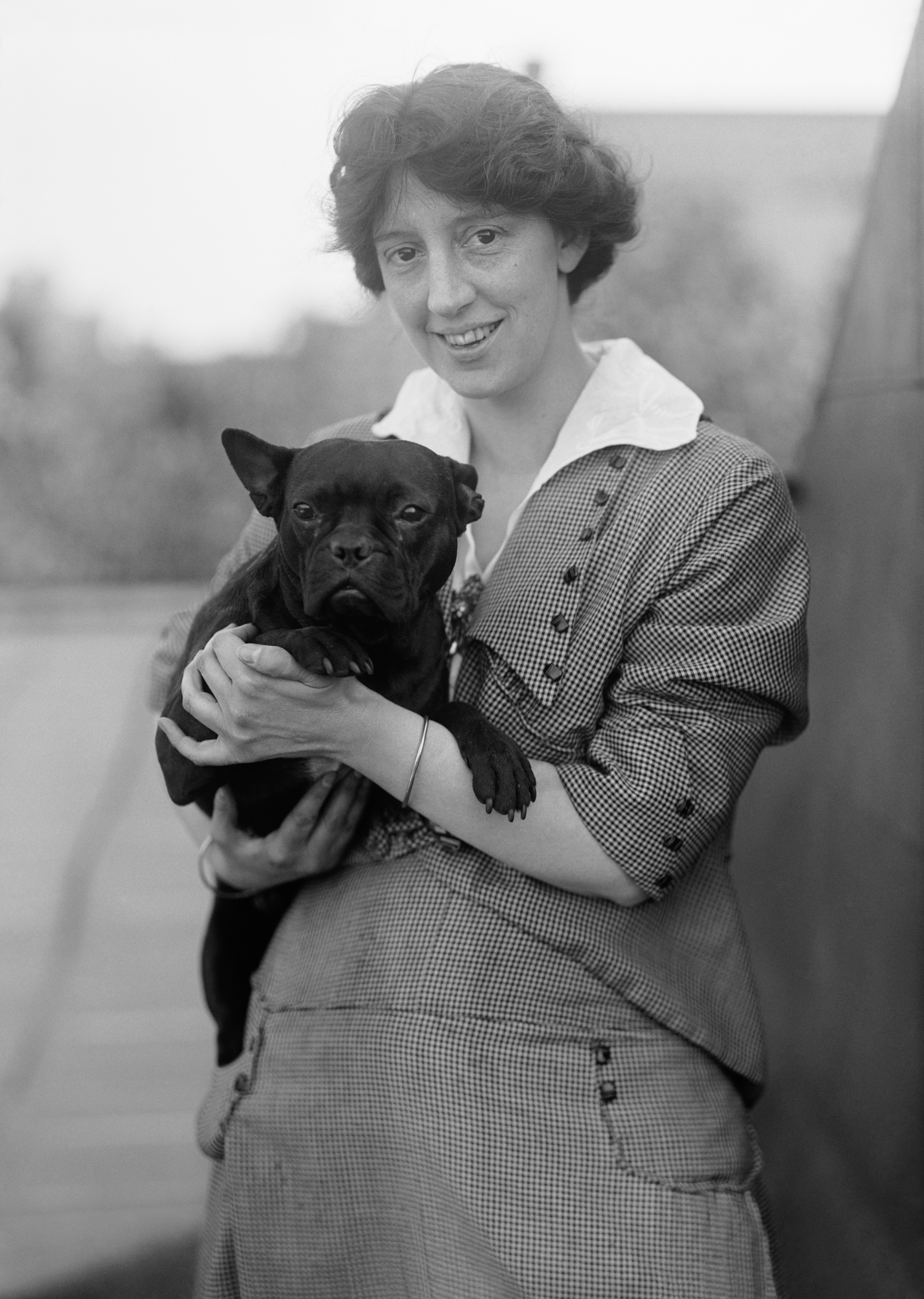
Hazel MacKaye (en), l'autrice du spectacle du défilé. Photo de 1915.

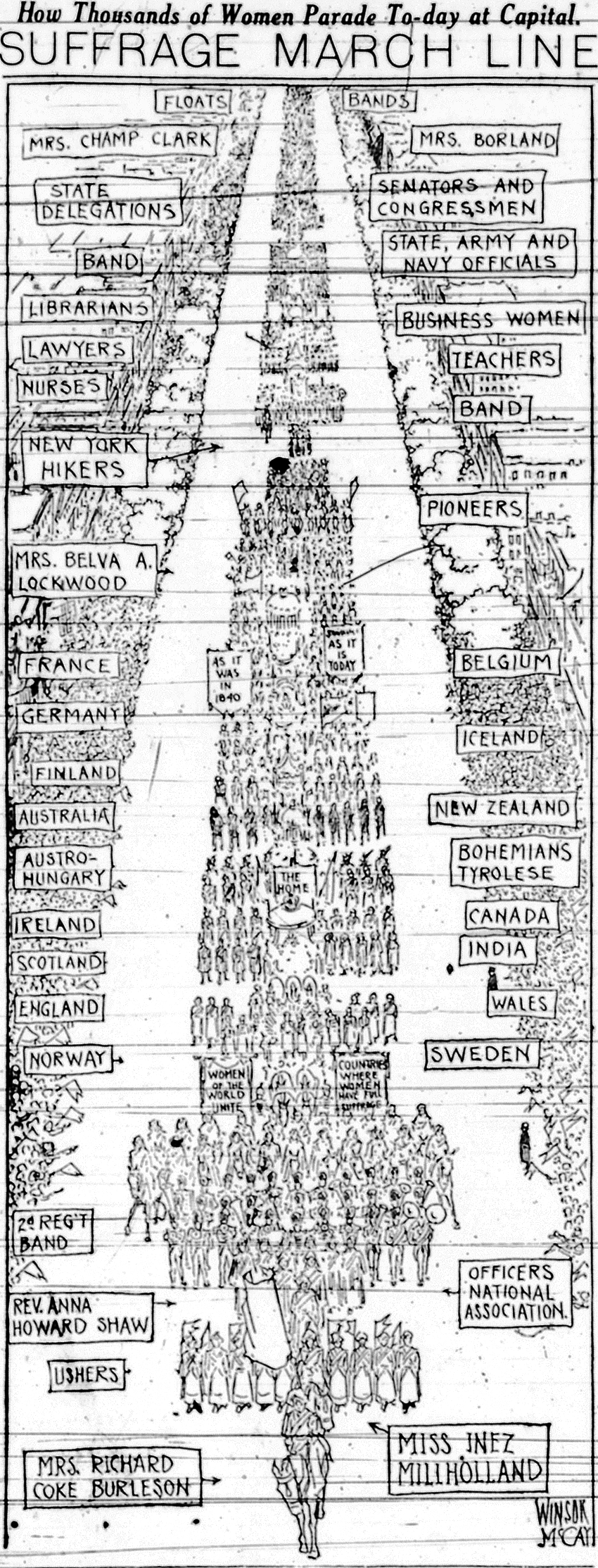
Schéma de la marche.

Après un début positif, les manifestantes rencontrent dans la rue des foules, composées principalement d'hommes, qui auraient dû être dégagées pour le défilé. Elles sont moquées et harcelées alors qu'elles tentent de se faufiler à travers la foule qui les moleste. La police, qui selon les personnes présentes ne les aide pas, participe au harcèlement. Les gardes nationaux du Massachusetts et de la Pennsylvanie interviennent. Finalement, des garçons du Maryland Agricultural College créent une barrière humaine protégeant les femmes de la foule en colère et les aident à progresser vers leur destination. Plus de 200 personnes sont soignées pour des blessures dans les hôpitaux locaux,. La plupart des marcheuses terminent le défilé et assistent à un tableau vivant allégorique présenté près du bâtiment du Trésor. Le spectacle est écrit par la dramaturge Hazel MacKaye et mis en scène par Glenna Smith Tinnin (en).

## Racisme anti-noir
Des débats importants sur la ségrégation des suffragistes noires dans le défilé ont lieu. Un article de journal contemporain indique qu'Alice Paul s'est opposée à la participation de suffragistes « nègres », mais Anna Howard Shaw insiste pour qu'elles soient autorisés à participer. Dans une interview de 1974, Alice Paul rappelle l'obstacle constitué par Mary Church Terrell qui prévoit de faire venir une délégation de la National Association of Colored Women's Clubs.
Des délégations de l’Association nationale des femmes de couleur et du nouveau chapitre Delta Sigma Theta de l'université Howard participent à la marche et des femmes noires défilent dans divers groupes d’États et professions. Dans le mémoire de Paul, un compromis est trouvé pour organiser le défilé avec des femmes du Sud, puis la section des hommes et enfin la section des femmes noires. Le journal The Crisis, de l'Association nationale pour la promotion de la couleur, décrit les événements se déroulant de manière très différente, avec les femmes noires qui protestaient contre le projet de les faire défiler séparément. De fait, certains groupes tentent, le jour du défilé, de séparer leurs délégations, mais des femmes comme Ida B. Wells-Barnett refusent de se soumettre. Belle Squire, suffragiste blanche qui milite avec Wells, l'accompagne, vêtue d'une bannière revendicative « No Vote, No Tax League ».

## Conséquences

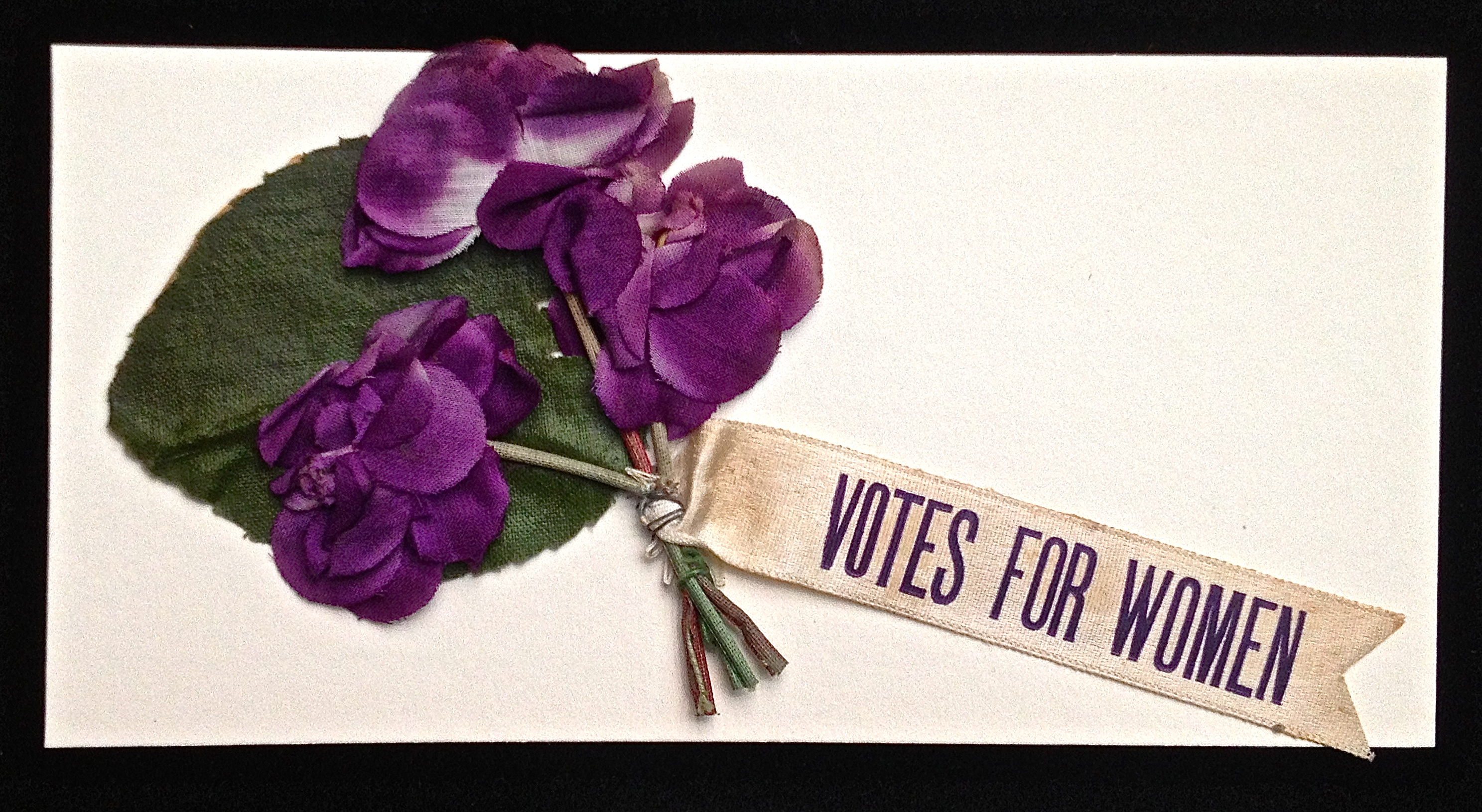
Fleurs du défilé de femmes pour le suffrage, Société historique de Washington DC.

Les mauvais traitements infligés aux manifestantes par la foule et la police provoquent un grand tollé. Alice Paul influence la réaction du public après le défilé, décrivant cet incident comme un symbole du mauvais traitement systémique infligé aux femmes par le gouvernement, en raison de leur absence de voix et d'influence politique lors des votes. Elle affirme que l'incident montre que le rôle du gouvernement dans la vie des femmes est compromis et qu'il est incapable d'assurer la sécurité physique des femmes.
La journaliste Nellie Bly, qui participe à la marche, titre son article par « Les Suffragistes sont les supérieures des hommes ». Les audiences du Sénat, tenues par un sous-comité du Comité sur le district de Columbia , débutent le 6 mars, trois jours seulement après le défilé, et se terminent le 17 mars. Le surintendant de la police de ce district est remplacé. La NAWSA loue le défilé et le travail de Paul, indiquant que « tout le mouvement dans le pays a été merveilleusement renforcé par la série d'événements importants qui se sont déroulés à Washington, à commencer par le grand défilé la veille de l'investiture du président ».

## Culture populaire

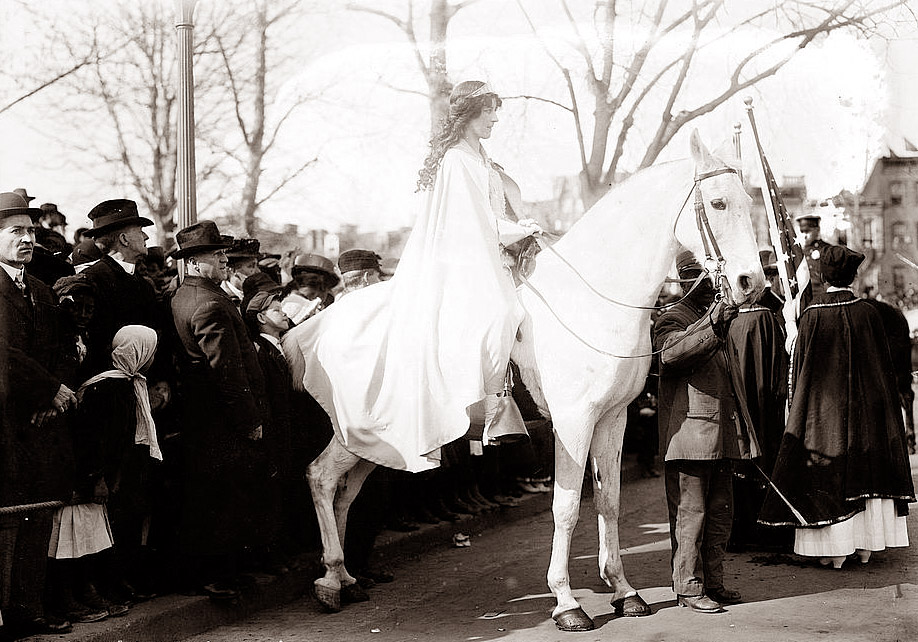
Inez Milholland dirigeant le cortège.

La procession pour le suffrage féminin joue un rôle important dans le film de 2004, Iron Jawed Angels, qui relate les stratégies d'Alice Paul, de Lucy Burns et du National Woman's Party alors qu'elles font pression pour l'adoption du 19e amendement à la constitution américaine assurant le droit de vote pour toutes les femmes américaines.

## Billet de dix dollars américain de 2020
Le département du Trésor des États-Unis annonce en 2016 qu'une image de la procession du suffrage féminin figurerait au verso d'un billet de banque nouvellement conçu, ainsi que des images de Lucretia Mott, de Sojourner Truth, de Susan B. Anthony, d'Elizabeth Cady Stanton et d'Alice Paul. Les dessins des nouveaux billets de 5, 10 et 20 dollars seraient dévoilés en 2020, à l’occasion du 100e anniversaire de la victoire des femmes américaines pour l'obtention du suffrage grâce à l'adoption du dix-neuvième amendement à la Constitution des États-Unis.